# Талис, Борис Аронович
Бори́с (Бенцио́н) Аро́нович Та́лис (6 января 1938, Галац — 22 ноября 2020, Нью-Йорк, США) — американский общественный деятель, писатель, публицист, главный редактор газеты «Одесса на Гудзоне», автор книг, в том числе книги «С Америкой на „ты“» (2001, 2012).

## Биография
Родился в Галаце, вскоре семья вернулась в Килию. В начале Великой Отечественной войны семья эвакуировалась в Караганду, а в 1947 году поселилась в Кишинёве. Здесь Борис Талис окончил среднюю школу и консервный техникум, начал заниматься самбо в секции А. А. Доги; призёр чемпионата Молдавской ССР и ЦС ДСО «Спартак». Проходил воинскую службу в Бендерах, потом в Одессе, где трижды становился чемпионом Одесского военного округа. Окончил Одесский технологический институт пищевых технологий. Работал председателем спортивного клуба завода «Стройгидравлика» в Одессе.
Вице-президент Нью-Йоркского отделения «Всемирного клуба одесситов». Вице-президент американской любительской ассоциации по самбо. Мастер спорта СССР (1963). С 1989 года в США. Двукратный чемпион мира по самбо среди мастеров-ветеранов (2000, 2002, бронзовый призёр в 2004 году), главный редактор газеты «Одесса-на-Гудзоне». Жил в Бруклине, Нью-Йорк.

## Публикации
- Вы едете в Америку. Временно или навсегда. М.: КНИСС, 1993.
- С Америкой на «ты». Нью-Йорк: Nika-Print, 2001. — 438 с.; 2-е издание — там же 2004. — 420 с.
- С Америкой на «ты». М.: Искусство России, 2001. — 331 с.; 3-е издание — Нью-Йорк, 2012. — 518 с.
- Вопросы и ответы на экзамене на гражданство по натурализации в США. Нью-Йорк, 2018.